# Favonius (vlinders)
Favonius is een palearctisch geslacht van vlinders uit de familie van de Lycaenidae.

## Soorten
Van onderstaande soorten zijn vele ondersoorten beschreven.
- F. chosenicola (Bryk, 1946)
- F. coelestina (Riley, 1939)
- F. cognatus (Staudinger, 1892)
- F. coreensis (Siuiti Murayama, 1963)
- F. daisenensis (Tanaka, 1948)
- F. hayashii (Shirôzu, 1953)
- F. hecalina (Bryk, 1946)
- F. immaculatus (Watari, 1935)
- F. jezoensis (Matsumura, 1915)
- F. korshunovi (Dubatolov & Sergeev, 1982)
- F. latimarginata (Murayama, 1963)
- F. leechi (Riley, 1939)
- F. leechina (Lamas, 2008)
- F. nohirae (Matsumura, 1915)
- F. orientalis (Murray, 1875)
- F. oseanus (Murayama, 1955)
- F. primoriensis (Murayama, 1978)
- F. saphirina (Staudinger, 1887)
- F. schischkini (Kurentsov, 1970)
- F. shirozui (Murayama, 1956)
- F. subgrisea (Wileman, 1911)
- F. suffusa (Leech, 1893)
- F. taxila (Bremer, 1861)
- F. ultramarina (Fixsen, 1887)
- F. unoi (Fujioka, 2003)
- F. watanabei (Koiwaya, 2002)
- F. yamamotoi (Uchida, 1933)
- F. yuasai (Shirôzu, 1948)

Enkele voormalige soorten zijn inmiddels ondergebracht in een ander geslacht:
- F. fujisanus (Matsumura) heet nu Sibataniozephyrus fujisanus
- F. quercus, Eikenpage (Linnaeus) heet nu Neozephyrus quercus